# Вольфганг Клемент
Вольфганг Клемент (нім. Wolfgang Clement; нар. 7 липня 1940, Бохум — 27 вересня 2020) — німецький політик, міністр економіки та праці у другому уряді Герхарда Шредера з 2002 по 2005.

## Освіта та кар'єра
Після закінчення Школи графа Енгельберта у Бохумі, Клемент проходив практику у газеті «Вестфаліше Рундшау», у Дортмунді. Потім вивчав юриспруденцію у Мюнстерському університеті, закінчивши його у 1965 році. Згодом він влаштувався юристом-стажером і асистентом в Інститут процесуального права при Університеті Марбурга. У 1968 році він повертається до «Вестфаліше Рундшау», спершу редактором розділу політики, потім підвищується до голови департаменту політики, і, нарешті, стає заступником головного редактора. У 1986 році Клемент переходить до газети «Гамбургер Моргенпост», у Гамбурзі, де працює на посаді головного редактора аж до 1989 року.
12 листопада 2002 Рурський університет Бохума нагороджує Клемента ступенем почесного доктора.

## Родина
Вольфганг Клемент одружений, у нього п'ять дочок. Він живе у Бонні.

## Партія
Клемент є членом Соціал-демократичної партії Німеччини з 1970 року. З 1981 по 1986 він — спікер виконавчого комітету партії.
З 1994 по 2001 роки він був державним виконавцем від СДПН у складі земельного правління Північного Рейну-Вестфалії, з 1996 — заступник лідера партії. Також Клемент був членом федерального виконавчого комітету СДПН з 1997 року, і заступником голови партії з грудня 1999.
Наприкінці 2007 року його взаємини з партією різко погіршилися. Він піддав керівництво СДПН різкій критиці за зближення з лівими партіями.
31 липня 2008 земельна комісія Північного Рейну-Вестфалії з питань внутрішньопартійних суперечок ухвалила рішення про виключення Клемента зі складу СДПН. Клемент це рішення оскаржив зверненням до верховної арбітражної комісії, яка згодом скасувала цей вердикт. Тим не менш, 25 листопада він оголосив про своє рішення вийти з партії.

## Член парламенту
Клемент був членом Державного парламенту Північного Рейну-Вестфалії з 1 жовтня 1993 по 7 листопада 2002 року.

## Державні посади
У 1989 році Клемент був призначений главою канцелярії Північного Рейну-Вестфалії в уряді Йоганнеса Рау. Після виборів 1990 року він змінив цю посаду на посаду міністра з особливих справ, з 13 червня 1990 року. Після виборів 1995 Клемент — міністр економіки, малого бізнесу, технології і транспорту.
Будучи довгий час найближчим помічником і очевидним наступником Йоганнеса Рау, Клемент зрештою обирається прем'єр-міністром Північного Рейну-Вестфалії 27 травня 1998.